# Sonic the Hedgehog Pocket Adventure
Sonic the Hedgehog Pocket Adventure (jap.:ソニック・ザ・ヘッジホッグ ポケットアドベンチャー, Hepburn: Sonikku za Hejjihoggu Poketto Adobenchā), auch nur Sonic Pocket Adventure, ist ein 2D-Jump-’n’-Run-Videospiel, das von SNK Corporation sowie Sonic Team entwickelt und von Sega für den Neo Geo Pocket Color am 4. Dezember 1999 in Nordamerika erstmals veröffentlicht wurde.
Bei diesem Spiel handelt es sich um den ersten Titel, an dem das Sonic Team an der Entwicklung auf einer anderen Konsolenplattform neben den hauseigenen Sega-Systemen mitwirkte und dem ersten Sonic-Titel, den Sega auf einer anderen Konsolenplattform als auf den eigenen Plattformen gepublished hatte. Es soll namentlich das 2D-Gegenstück des zeitgleich für das Sega Dreamcast entwickelte 3D-Abenteuer Sonic Adventure (1998) darstellen, nutzt dabei aber vorrangig Leveldesigns und Soundtracks von Sonic the Hedgehog 2 und teilweise der anderen Mega-Drive-Sonicspiele.
Es ist der Nachfolger von Sonic Blast (1996) und der Vorgänger von Sonic Advance (2001).

## Gameplay
In Sonic the Hedgehog Pocket Adventure übernimmt der Spieler die Kontrolle über den blauen Igel Sonic in einem sidescrollenden 2D-Jump-'n'-Run. Neben dem Steuerkreuz zur Bewegung ist nur ein Aktionsknopf zum Springen nötig. In springender oder rollender Form, Spin Attack genannt, kann Sonic Gegner besiegen oder Itemboxen in Form von Monitoren öffnen. Wenn man mit dem Steuerkreuz nach unten Sonic ducken lässt und dann die Sprungtaste betätigt und loslässt, kann die Spielfigur mit dem Spin Dash aus dem Stand schnell mit der Spin Attack nach vorne preschen. Bei Berührung können die goldenen Ringe eingesammelt werden; Nimmt die Spielfigur Schaden, verliert er die Ringe. Nimmt Sonic Schaden, ohne Ringe zu besitzen, fällt in einen tödlichen Abgrund, wird zerquetscht oder ertrinkt, verliert er ein Extraleben, von denen man zu Spielbeginn zwei besitzt. Sammelt man 100 Ringe, erhält man ein weiteres Extraleben. In den Monitoren können ein Extraleben, zehn Ringe, ein Schutzschild, vorübergehende erhöhte Geschwindigkeit oder vorübergehende Unverwundbarkeit enthalten sein. Checkpoints in Form von Laternen markieren bei einem Lebensverlust den Rücksetzpunkt. Auch werden bei allen Aktionen Punkte gesammelt, die wiederum „Continues“ geben können, sodass das Spiel trotz Verlust sämtlicher Extraleben fortgesetzt werden kann. Die meisten Gegner können mit der Spin Attack besiegt werden, was Punkte bringt und die gefangenen Tiere befreit.
Das Spiel besteht aus neun Zonen (Neo South Island Zone, Secret Plant Zone, Cosmic Casino Zone, Aquatic Relix Zone, Sky Chase Zone, Aerobase Zone, Gigantic Angel Zone, Last Utopia Zone und Chaotic Space Zone) mit entweder einem oder zwei Acts, die als Level definiert werden können. Jede Zone hat dabei ihre eigene Thematik, Aussehen und Gegner-Vielfalt, die jedoch optisch auf den Leveln von Sonic the Hedgehog 2 (1992) basieren. Am Ende des jeweils letzten Acts wartet zudem meist ein Kampf gegen den Widersacher Dr. Robotnik und einer seiner tödlichen Maschinen. Wenn Sonic mit mindestens 50 Ringen das Ende eines dafür vorgesehenen Acts einer Zone erreicht, kann er unmittelbar hinter dem Ziel durch einen großen Ring in eine der sechs Special Stages gelangen, wo es sechs der sieben im Spiel befindlichen Chaos Emeralds zu finden gibt. Den siebten Chaos Emerald erhält man automatisch im Spielverlauf. Auch diese Special Stages orientieren sich deutlich an denen aus Sonic the Hedgehog 2. Nur mit allen sieben Chaos Emeralds kann die letzte Zone Chaotic Space Zone erreicht werden, in der man Super Sonic spielt. Eine Handlung hat das Spiel nicht, auch in der beiliegenden Spielanleitung wird keinerlei Geschichte erwähnt.
Im Titelbildschirm kann man mit der Option „Go To Room“ zwischen den drei Räumen Trial Room, Dual Room und Puzzle Room wählen. Mit dem Trial Room bestreitet man einen Time Attack-Modus, in dem man seine Bestzeiten in den einzelnen Acts speichern und verbessern kann. Der Dual Room beinhaltet den Mehrspielermodus, für den beide Mitspieler einen Neo Geo Pocket Color und ein Sonic the Hedgehog Pocket Adventure-Spielmodul besitzen und diese mit einem Link-Kabel miteinander verbinden müssen. Dann ist es in den Spielmodi Sonic Rush (Erreiche das Ziel) und Get the Rings (Als Erster eine bestimmte Ringanzahl sammeln) möglich, gegeneinander anzutreten, wobei einer der Spieler Sonic und der andere Spieler Tails spielt. Tails ist nur hier im Dual Room spielbar. Im Puzzle Room kann man sechs Bilder vervollständigen, dessen Puzzleteile man im Hauptspiel sammeln muss. Überall in den Leveln sind insgesamt 96 quadratische Goldplatten verteilt, die die sechs Puzzlebilder im Puzzle Room zu je einem Motiv vervollständigen. Bei einer Komplettierung von drei Bildern schaltet man einen Sound Test frei. Sind alle sechs Bilder vervollständigt, erhält man Zugriff auf den Special Stage Mode, in dem man alle sechs Special Stages des Spiels nacheinander spielen kann.

### Level
| Nr. | Zone                  | Acts | Bosskämpfe      | Basiert auf                                                  | Soundtrack                                                                             |
| --- | --------------------- | ---- | --------------- | ------------------------------------------------------------ | -------------------------------------------------------------------------------------- |
| 1   | Neo South Island Zone | 2    | Egg Hammer      | Green Hill Zone (Sonic 1) & Emerald Hill Zone (Sonic 2)      | Act 1: Sonic World (Sonic Jam), Act 2: Angel Island Act 1 (Sonic 3)                    |
| 2   | Secret Plant Zone     | 2    | Egg Balls       | Chemical Plant Zone (Sonic 2)                                | Act 1: Angel Island Act 2 (Sonic 3), Act 2: Hydrocity Act 2 (Sonic 3)                  |
| 3   | Cosmic Casino Zone    | 2    | Egg Pinball     | Casino Night Zone (Sonic 2)                                  | Act 1: Bonus Stage (Sonic 3), Act 2: Bonus Stage (Sonic & Knuckles)                    |
| 4   | Aquatic Relix Zone    | 2    | Knuckles        | Aquatic Ruin Zone (Sonic 2)                                  | Act 1: Mushroom Hill Act 1 (Sonic & Knuckles), Act 2: Hydrocity Act 1 (Sonic 3)        |
| 5   | Sky Chase Zone        | 1    | -               | Sky Chase Zone (Sonic 2)                                     | Azure Lake (Sonic 3 Multiplayer)                                                       |
| 6   | Aerobase Zone         | 1    | Mecha Sonic     | Wing Fortress Zone (Sonic 2)                                 | Death Egg Act 1(Sonic & Knuckles)                                                      |
| 7   | Gigantic Angel Zone   | 2    | Egg Atomic      | Scrap Brain Zone Act 2 (Sonic 1) & Metropolis Zone (Sonic 2) | Act 1: Desert Palace (Sonic 3 Multiplayer), Act 2: Chrome Gadget (Sonic 3 Multiplayer) |
| 8   | Last Utopia Zone      | 1    | Egg Claws       | Death Egg Zone Act 2 (Sonic & Knuckles)                      | Big Arm Final Boss (Sonic 3)                                                           |
| 9   | Chaotic Space Zone    | 1    | Final Weapon DX | The Doomsday Zone (Sonic & Knuckles)                         | Sky Sanctuary (Sonic & Knuckles)                                                       |

## Entwicklung
Im Februar 1999 kündigte SNK Corporation an, in Zusammenarbeit mit Sega an einem Sonic-Spiel für ihr System Neo Geo Pocket Color zu arbeiten, welches Anfang August 1999 dann offiziell vorgestellt wurde. Dabei wurde das erste Level des Spiels und der Puzzle Room gezeigt. Das Sonic Team mitsamt Sonic-Erfinder Yūji Naka arbeiteten neben ihrer Entwicklung an Sonic Adventure (1998) parallel am Neo-Geo-Pocket-Color-Titel mit.
Ursprünglich die Veröffentlichung in Nordamerika für den 30. November 1999 geplant, wurde jedoch auf den 4. Dezember 1999 verschoben. Der für den 3. Dezember 1999 angepeilte Europa-Release fand erst am 25. Februar 2000 statt. Bisher wurde Sonic the Hedgehog Pocket Adventure nie neu aufgelegt oder war auf Collections bzw. Compilations vorhanden.
Im Jahr 2000 entstand das Entwicklerstudio Dimps, welches fast ausschließlich aus den Entwicklern von SNK, die an Sonic the Hedgehog Pocket Adventure gearbeitet hatten, geformt wurde. Diese arbeiteten in den Folgejahren an den Sonic Advance- (2001–2004) und Sonic Rush-Serien (2005–2007), Sonic the Hedgehog 4: Episode I (2010), Sonic the Hedgehog 4: Episode II (2012) sowie den Handheld-Umsetzungen von Sonic Colours (2010), Sonic Generations (2011) und Sonic Lost World (2013).

## Rezeption
Sonic the Hedgehog Pocket Adventure erhielt vorwiegend sehr gute Wertungen. Für die technischen Möglichkeiten des Neo Geo Pocket Color habe das Spiel eine sehr gute Steuerung und baut unerwartet gutes Schnelligkeitsgefühl auf. Einige Medien betiteln den Titel sogar als das beste Spiel für das System.